# Dekanat Nabburg
Das Dekanat Nabburg war eins der (bis 2022) 33 Dekanate des Bistums Regensburg. Zum 1. März 2022 wurde es mit dem Nachbardekanat Neunburg–Oberviechtach zum Dekanat Nabburg-Neunburg zusammengelegt. Dieses Dekanat gehört nun zur Region V – Cham des Bistums, während das Dekanat Nabburg zur Region VII – Weiden gehörte.
Zum Dekanat Nabburg gehörten die folgenden Pfarreien bzw.  Pfarreiengemeinschaften (Stand: 2013):
- Dürnsricht-Wolfring mit Högling
- Nabburg
- Oberköblitz-Wernberg mit Neunaigen, Glaubendorf, Woppenhof und Deindorf
- Pfreimd mit Saltendorf
- Schmidgaden mit Rottendorf
- Schwarzach-Altfalter mit Altfalter, Fuhrn, Kemnath bei Fuhrn, Schwarzach und Unterauerbach
- Schwarzenfeld mit Wölsendorf
- Stulln
- Trausnitz mit Hohentreswitz, Pamsendorf, Reisach, Söllitz und Weihern
- Weidenthal mit Altendorf und Gleiritsch

Zum 1. März 2022 wurden die Dekanate Nabburg und Neunburg–Oberviechtach zum Dekanat Nabburg-Neunburg zusammengelegt. Dieses Dekanat gehört nun zur Region V – Cham.